# Collin Westby
Collin Jamaal Westby (ur. 19 lutego 1995) – belizeński piłkarz występujący na pozycji obrońcy lub pomocnika, reprezentant kraju, obecnie zawodnik Verdes.

## Kariera klubowa
Westby rozpoczynał swoją karierę piłkarską w klubie Placencia Assassins FC. Wywalczył z nim tytuł mistrza (2012) i wicemistrza Belize (2015/2016 Closing). Następnie przeniósł się do wyżej notowanego Verdes FC. Tam również zdobył mistrzostwo Belize (2019/2020 Opening) oraz wicemistrzostwo (2018/2019 Opening).

## Kariera reprezentacyjna
W lipcu 2014 Westby w barwach reprezentacji Belize U-20 prowadzonej przez Edmunda Pandy'ego Sr. wziął udział w turnieju kwalifikacyjnym do Mistrzostw CONCACAF U-20. Jego drużyna z kompletem sześciu porażek zajęła wówczas ostatnie miejsce w tabeli i nie zakwalifikowała się na kontynentalny czempionat.
Do seniorskiej reprezentacji Belize Westby został powołany na konsultacje już w listopadzie 2014. Zadebiutował w niej jednak dopiero za kadencji selekcjonera Palmiro Salasa, 22 marca 2018 w wygranym 4:2 meczu towarzyskim z Grenadą.